# Comuna Unirea, Călărași
Unirea (în trecut, Șocariciu) este o comună în județul Călărași, Muntenia, România, formată din satele Oltina și Unirea (reședința).

## Așezare
Comuna se află în estul județului, pe malul stâng al Dunării și pe malurile brațului Borcea, la limita cu județul Constanța. Este traversată de șoseaua națională DN3B, care leagă Călărașiul de Fetești.

## Demografie
Componența etnică a comunei Unirea
     Români (90,08%)
     Alte etnii (0,08%)
     Necunoscută (9,84%)
Componența confesională a comunei Unirea
     Ortodocși (88,94%)
     Alte religii (1,03%)
     Necunoscută (10,04%)
Conform recensământului efectuat în 2021, populația comunei Unirea se ridică la 2.531 de locuitori, în scădere față de recensământul anterior din 2011, când fuseseră înregistrați 2.636 de locuitori. Majoritatea locuitorilor sunt români (90,08%), iar pentru 9,84% nu se cunoaște apartenența etnică. Din punct de vedere confesional, majoritatea locuitorilor sunt ortodocși (88,94%), iar pentru 10,04% nu se cunoaște apartenența confesională.

## Politică și administrație
Comuna Unirea este administrată de un primar și un consiliu local compus din 11 consilieri. Primarul, Ciprian-Andrei Olteanu[*], de la Partidul Național Liberal, este în funcție din octombrie 2020. Începând cu alegerile locale din 2024, consiliul local are următoarea componență pe partide politice:
|  | Partid                    | Consilieri | Componența Consiliului | Componența Consiliului | Componența Consiliului | Componența Consiliului | Componența Consiliului | Componența Consiliului | Componența Consiliului | Componența Consiliului |
|  | ------------------------- | ---------- | ---------------------- | ---------------------- | ---------------------- | ---------------------- | ---------------------- | ---------------------- | ---------------------- | ---------------------- |
|  | Partidul Național Liberal | 8          |                        |                        |                        |                        |                        |                        |                        |                        |
|  | Partidul Social Democrat  | 3          |                        |                        |                        |                        |                        |                        |                        |                        |

## Istorie
La sfârșitul secolului al XIX-lea, comuna purta numele de Șocariciu, făcea parte din plasa Borcea a județului Ialomița și era formată din satele Șocariciu și Oltina, cu 2054 de locuitori. În comună funcționau două biserici și două școli mixte. Anuarul Socec din 1950 consemnează comuna în plasa Fetești a aceluiași județ, având aceeași alcătuire și 3211 locuitori.
În 1950, comuna Șocariciu a trecut în administrarea raionului Fetești din regiunea Ialomița, apoi (după 1952) din regiunea Constanța și (după 1956) din regiunea București. În 1964, numele comunei și al satului ei de reședință a fost schimbat în Unirea. Comuna Unirea a revenit în 1968 la județul Ialomița, reînființat. În 1981, o reorganizare administrativă regională a dus la transferarea comunei la județul Călărași.

## Monumente istorice
Două obiective din comuna Unirea sunt incluse în lista monumentelor istorice din județul Călărași ca monumente de interes local, ambele fiind clasificate ca monumente de arhitectură: casa Anghel Deacu (1930) din centrul satului Unirea; și casa Dumitru D. Oprea (1932) din Oltina.

## Personalități născute aici
- Mihail Nicolae (1920 - ?), amiral;
- Sergiu Chiriacescu (1940 - 2010), inginer, membru al Academiei Române;
- Teodor Parapiru (n. 1949), prozator;
- Georgeta Hlihor (n. 1962), artist plastic.